# Citroën C4
 Denne artikel omhandler den aktuelle Citroën C4. For den tidligere model af samme navn, se Citroën C4 (1928).
Citroën C4 er en siden efteråret 2004 fremstillet personbilsmodel fra Citroën. Modellen bygges på PSA Peugeot Citroën's fabrik i Mulhouse, hvor også Peugeot 308 er blevet fremstillet siden sommeren 2007.
Mellem 1928 og 1932 fremstillede Citroën ligeledes en personbil med navnet C4.

## C4 (type L, 2004−2010)
Den af Donato Coco som tredørs coupé og femdørs hatchback designede efterfølger for Citroën Xsara var baseret på Peugeot 307.

### Versioner
- Hatchback og Coupé i udstyrsvarianterne
  - Advance (basismodel − kun med 65 kW/88 hk-benzinmotor)
  - Style (betegnelse for Coupé: VTR)
  - VTR Plus
  - Confort
  - Exclusive (betegnelse for Coupé: VTS)
- Citroën C4 Picasso
  - C4 Picasso som fempersoners kompakt MPV med fem døre; præsenteret på Geneve Motor Show 2007.
  - C4 Grand Picasso som kompakt MPV med fem døre og fem eller syv siddepladser; før Geneve Motor Show 2007 betegnet Citroën C4 Picasso (uden "Grand").

### Særlige kendetegn
- Fastsiddende ratnav
- Digitalt speedometer/kørecomputer på midterkonsollen
- Digital omdrejningstæller på ratstammen (til november 2008)
- Kabineduftspreder
- CAN-Bus

### Billeder
- C4 Coupé bagfra
- Citroën C4 hatchback (2004–2008)
- Forskellige bagendeafslutninger: C4 Coupé og hatchback

### Facelift
Efter at der siden 2004 over hele verden var blevet solgt mere end 900.000 eksemplarer af C4, præsenterede Citroën den 26. august 2008 på Moskva International Motor Show en faceliftet version, som kom ud til forhandlerne i november 2008. Ud over mindre udvendige modifikationer blev frem for alt motorerne ændret.
Optisk iøjnefaldende var den nye frontkofanger med et større luftindtag i stil med de andre Citroën-modeller. Dobbeltvinklen på motorhjelmen blev derudover stærkere betonet, og stødlisterne og tågeforlygterne fik mere krom. Med faceliftet voksede C4 med 15 millimeter, og Coupé-versionerne fik baglygter i klart glas. Der kom også tre nye udvendige farver og alufælge. Kabinen fik ligeledes nye farver og materialer. Det digitale kombiinstrument blev udvidet med en omdrejningstæller. En yderligere nyhed var navigationssystemet "MyWay" med integreret Bluetooth-forbindelse og AUX-tilslutning til bærbare musikafspillere.
Den faceliftede C4 fik to nye, i joint venture med BMW udviklede benzinmotorer, som også benyttes i Mini og Peugeot 207/308. VTi 120 med 88 kW/120 hk afløste 1,6 16V med 80 kW/109 hk. En variabel ventilstyring reducerede brændstofforbruget til 6,7 liter pr. 100 km. Kraften overførtes til forhjulene gennem en femtrins manuel gearkasse eller (kun i hatchback) et firetrins automatgear. Derudover afløstes 2,0 16V med 103 kW/140 hk af THP 150 med 110 kW/150 hk, direkte benzinindsprøjtning, turbolader og seks gear. Som THP 140 med 103 kW/140 hk kunne hatchbackudgaven ligeledes leveres med firetrins automatgear.
Dieselmotorerne blev ligeledes modificeret: HDI 140 FAP ydede nu 103 kW/140 hk i stedet for 100 kW/136 hk og opfyldt Euro5-normen. Den mindste dieselmotors brændstofforbrug blev reduceret til 4,4 liter pr. 100 km, svarende til et CO2-udslip på 120 g/km.

### Motorer
| Model                | Slagvolume cm³ | Max. effekt kW (hk) / omdr. | Max. drejningsmoment Nm / omdr. | Motorkode          | 0-100 km/t sek. | Topfart km/t | Byggeår     |
| -------------------- | -------------- | --------------------------- | ------------------------------- | ------------------ | --------------- | ------------ | ----------- |
| Benzinmotorer        |                |                             |                                 |                    |                 |              |             |
| 1.4 16V              | 1360           | 65 (88) / 5250              | 133 / 3250                      | ET3 J4 (KFU)       | 14,2            | 182          | 2004 − 2010 |
| 1.6 16V              | 1587           | 80 (109) / 5800             | 147 / 4000                      | TU5 JP4 (NFU)      | 10,6            | 194          | 2004 − 2008 |
| 1.6 16V E85          | 1587           | 82 (112) / 5800             | 153 / 4000                      | TU5 JP4 (NFU)      | 10,6            | 194          | 2004 − 2008 |
| 1.6 16V VTi 120      | 1598           | 88 (120) / 6000             | 160 / 4250                      | (5FW)              | 11,4            | 195          | 2008 − 2010 |
| 1.6 16V VTi 120 aut. | 1598           | 88 (120) / 6000             | 160 / 4250                      | (5FW)              | 13,4            | 187          | 2008 − 2010 |
| 1.6 16V THP 150      | 1598           | 110 (150) / 5800            | 240 / 1400                      | (5FX)              | 9,2             | 212          | 2008 − 2010 |
| 1.6 16V THP 140 aut. | 1598           | 103 (140) / 5800            | 240 / 1400                      | (5FT)              | 10,7            | 202          | 2008 − 2009 |
| 2.0 16V              | 1997           | 100 (136) / 6000            | 190 / 4100                      | EW10 J4 (RFN)      | 10,1            | 207          | 2004 − 2005 |
| 2.0 16V              | 1997           | 103 (140) / 6000            | 200 / 4000                      | EW10 A (RFJ)       | 9,2             | 207          | 2005 − 2008 |
| 2.0 16V VTS1         | 1997           | 130 (177) / 7000            | 202 / 4750                      | EW10 J4S (RFK)     | 8,3             | 227          | 2004 − 2008 |
| Dieselmotorer        |                |                             |                                 |                    |                 |              |             |
| 1.6 HDi              | 1560           | 66 (90) / 4000              | 215 / 1750                      | DLD-416 (9HX, 9HV) | 13,9            | 178          | 2004 − 2009 |
| 1.6 HDi              | 1560           | 80 (109) / 4000             | 240 / 1750                      | DLD-416 (9HZ, 9HY) | 12,4            | 192          | 2004 − 2010 |
| 2.0 HDi              | 1997           | 100 (136) / 4000            | 320 / 2000                      | DW10 BTED4 (RHR)   | 9,7             | 207          | 2004 − 2008 |
| 2.0 HDi aut.         | 1997           | 100 (136) / 4000            | 320 / 2000                      | DW10 BTED4 (RHR)   | 11,4            | 206          | 2004 − 2009 |
| 2.0 HDi              | 1997           | 103 (140) / 4000            | 320 / 2000                      | DW10 B (RHF)       | 10,5            | 207          | 2008 − 2010 |

- Alle motorerne var firecylindrede rækkemotorer.
- Alle dieselmotorer (med undtagelse af 90 hk) havde partikelfilter som standardudstyr.

### C4 HybrideHDi
Som en serienær prototype præsenterede Citroën C4 HybrideHDi, som med en gennemsnitsforbrug på 3,4 liter/100 km og et CO2-udslip på 90 g/km opfyldte kravene til en 3-liter bil. Bilen var udstyret med 1,6-liters HDi-dieselmotoren med automatiseret sekstrinsgearkasse og en elektromotor, som samtidig fungerede som startmotor. Dieselmotoren var udstyret med partikelfilter.

## Sedanversioner

### C-Triomphe (2006−)
På Geneve Motor Show 2006 præsenteredes en sedanudgave af C4 til det kinesiske marked, som sælges under navnet C-Triomphe.
I modsætning til i Europa er sedaner meget udbredte i Asien. C-Triomphe er betydeligt længere end hatchbakversionen (længde 4802 mm, akselafstand 2710 mm) og er blevet fremstillet i Kina siden 2006 af Dongfeng Peugeot-Citroën Automobile.

### C4 Pallas (2007−)
C4 Pallas er søstermodel til C-Triomphe og er siden foråret 2007 blevet produceret i Argentina til det sydamerikanske marked. Den sælges også i Spanien.

### C-Quatre (2009−)
C-Quatre er en yderligere sedanversion af C4, som blev introduceret på Shanghai Motor Show 2009. Den er siden slutningen af 2009 blevet solgt udelukkende i Kina og udelukkende med de gamle 1,6- og 2,0-liters benzinmotorer.
I modsætning til C-Triomphe er C-Quatre mindre (længde 4588 mm, akselafstand 2610 mm) og billigere.

## C4 (type N, 2010−2018)
Anden generation af Citroën C4 blev præsenteret på Paris Motor Show og kom på markedet i oktober 2010. I modsætning til forgængeren findes modellen kun som femdørs hatchback; den tredørs coupé blev i maj 2011 afløst af Citroën DS4.

### Udstyr
Til standardudstyret i den nye model hører en fartpilot med hastighedsbegrænser. Som ekstraudstyr findes modellen med et system til elektronisk nødopkald og en assistent til overvågning af døde vinkler, en parkeringshjælp og et automatisk styresystem til lys og vinduesviskere.

#### Udstyrsvarianter
- Attraction (basisudstyr med bl.a. 15" stålfælge, klimaanlæg og seks airbags)
- Tendance (mellemste udstyrsniveau med bl.a. 16" alufælge, kromlister under sideruderne, sortlakeret hækspoiler og tonede side- og bagruder)
- Exclusive (højeste udstyrsniveau med bl.a. 17" alufælge, dellæderudstyr og massagesæder foran)

For at nedsætte brændstofforbruget er modellen e-HDi 110 EGS6 Airdream udstyret med et start/stop-system, som automatisk stopper motoren allerede ved hastigheder lavere end 8 km/t, i stedet for som ellers når bilen holder stille.

### Motorer
C4 II findes med i alt seks forskellige motorer, herunder tre benzin- og tre dieselmotorer. 1,4-liters sugemotoren yder 70 kW/95 hk og har et maksimalt drejningsmoment på 136 Nm. Den findes kun med femtrins manuel gearkasse og bruger 6,1 liter blyfri 95 pr. 100 km. En yderligere sugemotor er VTi 120 med 88 kW/120 hk, som overfører kraftene til forhjulene gennem en femtrins manuel gearkasse men også kan leveres med et firetrins automatgear, som dog øger brændstofforbruget med 0,7 liter pr. 100 km. Den stærkeste benzinmotor yder med et slagvolume på 1,6 liter ved hjælp af en turbolader 115 kW/156 hk. Motoren har ligeledes direkte indsprøjtning, som holder forbruget nede på 6,4 liter pr. 100 km. De tre dieselmotorer har alle commonrail-indsprøjtning. Den svageste (HDi 90) er på 1,6 liter, yder 68 kW/92 hk og bruger 4,2 liter diesel pr. 100 km. HDi 110 ydede frem til slutningen af 2012 82 kW/112 hk og har i modsætning til HDi 90 seks gear. Den findes også i e-HDi-udgaven, altså med start/stop-system, hvilket reducerer forbruget til 4,2 liter/100 km. I starten af 2013 fik motoren som følge af en softwareopdatering øget sin effekt til 84 kW/114 hk og blev omdøbt til HDi 115. Den største dieselmotor er den 2,0 liter store HDi 150 med 110 kW/150 hk og et brændstofforbrug på lige under 5 liter pr. 100 km.
| Model                   | Slagvolume cm³ | Max. effekt kW (hk) / omdr. | Max. drejningsmoment Nm / omdr. | 0-100 km/t sek. | Topfart km/t | Byggeår           |
| ----------------------- | -------------- | --------------------------- | ------------------------------- | --------------- | ------------ | ----------------- |
| Benzinmotorer           |                |                             |                                 |                 |              |                   |
| VTi 95                  | 1397           | 70 (95) / 6000              | 136 / 4000                      | 11,9            | 182          | 10/2010 −         |
| VTi 120                 | 1598           | 88 (120) / 6000             | 160 / 4250                      | 10,8            | 193          | 10/2010 −         |
| VTi 120 aut.            | 1598           | 88 (120) / 6000             | 160 / 4250                      | 12,5            | 188          | 10/2010 −         |
| THP 155 EGS6            | 1598           | 115 (156) / 6000            | 240 / 1400                      | 8,7             | 214          | 10/2010 −         |
| Dieselmotorer           |                |                             |                                 |                 |              |                   |
| HDi 90                  | 1560           | 68 (92) / 4000              | 230 / 1750                      | 12,9            | 180          | 10/2010 −         |
| HDi 110                 | 1560           | 82 (112) / 3600             | 270 / 1750                      | 11,3            | 190          | 10/2010 − 12/2012 |
| e-HDi 110 EGS6 airdream | 1560           | 82 (112) / 3600             | 270 / 1750                      | 11,2            | 190          | 10/2010 − 12/2012 |
| HDi 115                 | 1560           | 84 (114) / 3600             | 270 / 1750                      | 11,3            | 190          | 01/2013 −         |
| e-HDi 115 EGS6 airdream | 1560           | 84 (114) / 3600             | 270 / 1750                      | 11,2            | 190          | 01/2013 −         |
| HDi 150                 | 1997           | 110 (150) / 3750            | 340 / 2000                      | 8,6             | 207          | 10/2010 −         |

### C4 L (2012−)
Siden 2012 produceres anden generation af Citroën C4 også som sedan i Rusland og Kina.
Bilen er den første i Citroëns designcenter i Shanghai udviklede bilmodel. Ud over Kina og Rusland sælges modellen også i Ukraine.

## C4 WRC i rally-verdensmesterskabet
Siden 2007 har Citroën C4 WRC på basis af første generation haft succes i rally-verdensmesterskabet. Kørt af Sébastien Loeb, som med forgængeren Xsara WRC vandt verdensmesterskabet i årene 2004, 2005 og 2006, kom C4 WRC i sit debutår ind på førstepladsen. Også i årene 2007, 2008, 2009 og 2010 kunne Loeb med sin passager Daniel Elena sikre sig verdensmestertitlen. C4 WRC var baseret på C4 VTS Coupé med 130 kW/177 hk. I rallyversionen er motoren udstyret med turbolader, hvilket bringer den maksimale effekt op på ca. 235 kW/320 hk.
Siden 2011-sæsonen har Citroën DS3 dannet basis for Citroën DS3 WRC, som køres af bl.a. rally-verdensmesteren Sébastien Loeb.

## Type C-serien (C4−C6, 1928−1934)
- Citroën Type C4 (1930)
- Bagfra
- Temperaturmåler